# 最高統治者勳章
最高统治者勋章，通称为玛哈瓦尼勋章，是马来西亚皇家勋章十级勋衔中的最高等级，不设次级勋衔。
该勋章授予每位曾担任马来西亚最高元首的统治者。勋章成员限额仅为十人。
马来西亚最高统治者勋章包含颈链、星章、肩带与徽章。勋章颈链由镀金银质制成。星章呈金色放射状，表面浮雕蕨叶纹样。勋带采用红色丝绸材质，末端配以缎带结。徽章呈金色放射状造型，中央饰有朱瑾花图案，并与马来西亚王室冠冕纹样相结合。本勋位于1966年4月18日正式设立，并于1966年6月30日刊登宪报公布。